# (33205) Graigmarx
(33205) Graigmarx est un astéroïde de la ceinture principale.

## Description
(33205) Graigmarx est un astéroïde de la ceinture principale. Il fut découvert le 20 mars 1998 à Socorro (Nouveau-Mexique) par le projet LINEAR. Il présente une orbite caractérisée par un demi-grand axe de 3,12 UA, une excentricité de 0,10 et une inclinaison de 0,5° par rapport à l'écliptique.